# Турнер, Думитрица
Думитрица Турнер (рум. Dumitriţa Turner, р. 12 февраля 1964) — румынская гимнастка, призёр Олимпийских игр.
Родилась в 1964 году в Онешти. В 1979 году стала обладательницей двух золотых медалей чемпионата мира. В 1980 году стала серебряным призёром Олимпийских игр в Москве.